# Syvä-Kinnunen
Syvä-Kinnunen är en av tre sjöar bland Kinnuset i Finland. Den ligger i kommunen Hyrynsalmi i landskapet Kajanaland, i den centrala delen av landet, 500 km norr om huvudstaden Helsingfors. Syvä-Kinnunen ligger 231 meter över havet. I omgivningarna runt Syvä-Kinnunen växer i huvudsak barrskog. Arean är 26 hektar och strandlinjen är 2,35 kilometer lång. Sjön  ingår i Uleälvens huvudavrinningsområde. 